# São João do Souto
São João do Souto (llamada oficialmente Braga (São João do Souto)) era una freguesia portuguesa del municipio de Braga, distrito de Braga.

## Historia
Fue suprimida el 28 de enero de 2013, en aplicación de una resolución de la Asamblea de la República portuguesa promulgada el 16 de enero de 2013 al unirse con la freguesia de São José de São Lázaro, formando la nueva freguesia de Braga (São José de São Lázaro e São João do Souto).